# Třída Niels Juel
Třída Niels Juel byla třída fregat dánského královského námořnictva. Celkem byly v letech 1979–1980 do služby zařazeny tři fregaty této třídy. Všechny tři byly vyřazeny v roce 2009.
Třída nese název po dánském admirálovi Nielsi Juelovi (1629–1697). 

## Stavba
Všechny tři fregaty této třídy postavila dánská loděnice Aalborg.
Jednotky třídy Niels Juel:
| Jméno                      | Založení kýlu | Spuštěna | Vstup do služby | Status   |
| -------------------------- | ------------- | -------- | --------------- | -------- |
| Niels Juel (F 354)         | 1976          | 1978     | 3. ledna 1979   | vyřazena |
| Olfert Fischer (F 355)     | 1978          | 1979     | 29. února 1980  | vyřazena |
| Peter Tordenskiold (F 356) | 1979          | 1980     | 30. března 1981 | vyřazena |

## Konstrukce

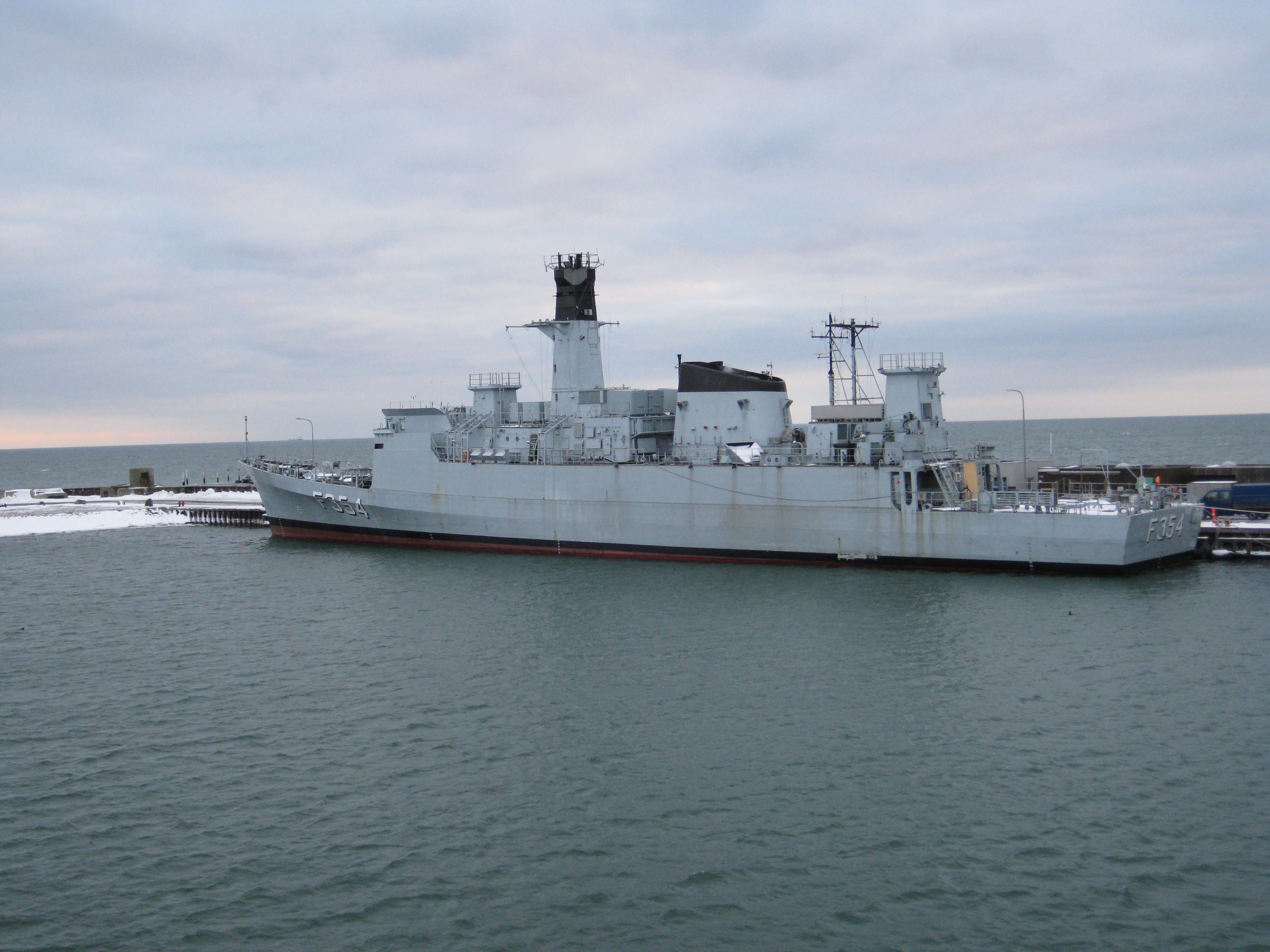
Odstrojená fregata Niels Juel čeká na sešrotování

Plavidla nesla trupový sonar MS-26. Na přídi fregat byla umístěna dělová věž se 76mm kanónem OTO Melara. Údernou výzbroj tvořily dva čtyřnásobné vypouštěcí kontejnery protilodních střel Harpoon. K protivzdušné obraně sloužil na zádi umístěný osminásobný vypouštěcí kontejner protiletadlových řízených střel Sea Sparrow. Protiponorkovou výzbroj tvořilo zprvu pouze několik vrhačů hlubinných pum, které brzy nahradily dva dvouhlavňové 324mm protiponorkové torpédomety. Pohonný systém tvořila jedna plynová turbína General Electric LM2500 a jeden diesel MTU. Nejvyšší rychlost dosahovala 28 uzlů.